# Chondrostoma holmwoodii
Chondrostoma holmwoodii är en fisk i familjen karpfiskar som förekommer endemisk i västra Turkiet.
Exemplaren blir upp till 28,2 cm långa.
Arten lever i medelstora till stora vattendrag som avvattnar mot Medelhavet. Grunden utgörs vanligen av klippor eller grus.
Beståndet hotas av vattenföroreningar, av torka och av dammbyggnader. IUCN listar arten som sårbar (VU).